# Maculia punctata
Maculia punctata là một loài ruồi trong họ Tachinidae.